# OGLE-2006-BLG-109L b
OGLE-2006-BLG-109L b ist ein Exoplanet, der den Stern OGLE-2006-BLG-109L alle 1825 Tage umkreist. Auf Grund seiner hohen Masse wird angenommen, dass es sich um einen Gasplaneten handelt.

## Entdeckung
Anders als die Mehrzahl aller Exoplaneten wurde dieser mit Hilfe der Microlensingmethode entdeckt. Der Planet wurde vom OGLE-Projekt im Jahr 2008 entdeckt.

## Umlauf und Masse
Der Planet umkreist seinen Stern in einer Entfernung von ca. 2,3 Astronomischen Einheiten und hat eine Masse von ca. 225,7 Erdmassen bzw. 0,71 Jupitermassen.